# Я её хорошо знал
«Я её хорошо знал» (итал. Io la conoscevo bene) — итальянский фильм режиссёра Антонио Пьетранджели 1965 года. Фильм был внесен в список 100 итальянских фильмов, которые нужно сохранить, от послевоенных до восьмидесятых годов.

## Сюжет
Молодая и красивая селяночка Адриана Астарелли переезжает в Рим, чтобы найти свой путь в мире актёров, журналистов и манекенщиц. Она наивная, невежественная и живет даже не днем, а минутой, щедро даря свою любовь по велению сердца. Вскоре у нее появляется сомнительная советчица, которая хочет сделать из нее фотомодель и вводит её в круг фотографов и дизайнеров. И постепенно через подлость и унижение Адриана начинает осознавать истинную природу этого блестящего шоу.

## В ролях
| Актёр                | Роль              |
| -------------------- | ----------------- |
| Стефания Сандрелли   | Адриана Астарелли |
| Нино Манфреди        | Чанфанно          |
| Жан-Клод Бриали      | Дарио             |
| Уго Тоньяцци         | Джиджи Баджо      |
| Энрико-Мариа Салерно | Роберто           |
| Роберт Хоффманн      | Антонио           |
| Франко Неро          | механик           |